# Amargosa Opera House and Hotel
Het Amargosa Opera House and Hotel is een historisch gebouw en cultureel centrum in het desolate plaatsje Death Valley Junction nabij Death Valley National Park in de Amerikaanse staat Californië. De artieste Martha Becket trad er steevast op van in de late jaren 60 tot in februari 2012. De excentrieke Becket verliet in 1968 New York om op zichzelf te beginnen, wat – verrassend – lukte in de desolate Death Valley. 
Het theater is gebouwd als onderdeel van een bedrijfsdorp van de Pacific Coast Borax Company in de jaren 1920. Er waren kantoren, slaapzalen, gemeenschapscentrum en een hotel met restaurant, lobby en winkel aan het complex. Het geheel was in Spanish Colonial Revival-stijl opgetrokken, gebruikmakend van adobe als bouwmateriaal. In de loop van de 20e eeuw raakte het dorp in verval en tegenwoordig is alleen het Amargosa Hotel en één restaurant nog onderhouden en open. Het Death Valley Junction Historic District staat sinds 1980 op het National Register of Historic Places.
In Nederland zijn dit theater en het verhaal erachter bekend geworden in het programma Max in alle staten van Max Westerman.